# Amphiura reloncavii
Amphiura reloncavii är en ormstjärneart som beskrevs av Ole Theodor Jensen Mortensen 1952. Amphiura reloncavii ingår i släktet Amphiura och familjen trådormstjärnor. Inga underarter finns listade i Catalogue of Life.